# Fontainebleaujska šola
Fontainebleaujska šola (francosko École de Fontainebleau) (ok. 1530 - ok. 1610) se nanaša na dve obdobji umetniške produkcije v Franciji v pozni renesansi, osredotočeni na kraljevo palačo Fontainebleau, ki sta bili ključni za oblikovanje severnega manierizma.

## Prva Fontainebleaujska šola (od 1531)
Leta 1531 je Franc I. povabil florentinskega umetnika Rossa Fiorentina, ki je leta 1527 izgubil večino svojega premoženja v plenitvi Rima, v Francijo, kjer je začel obsežen dekorativni program za palačo Fontainebleau. Leta 1532 se mu je pridružil še en italijanski umetnik, Francesco Primaticcio (iz Bologne). Rosso je umrl v Franciji leta 1540. Po nasvetu Primaticcia je Francov sin Henrik II. Francoski leta 1552 v Francijo povabil  Niccolòja dell'Abbata (iz Modene). Čeprav so bili ti umetniki znani po svojem delu v Fontainebleauju, so bili povabljeni tudi k ustvarjanju umetniških del za druge plemiške družine tega obdobja in so bili zelo cenjeni in dobro plačani.
Za dela te prve šole Fontainebleau je značilna široka uporaba štukature (letve in okvirji za slike) in fresk ter dodelan (in pogosto skrivnosten) sistem alegorij in mitološke ikonografije. Pogosti so renesančni okrasni motivi, kot so groteske, trakovi in putti, pa tudi določena stopnja erotike. Figure so elegantne in kažejo vpliv tehnik italijanskega manierizma Michelangela, Rafaela in zlasti Parmigianina. Primaticcio je bil tudi usmerjen, naj kralju izdela kopije antičnih rimskih kipov in s tem širi vpliv klasičnega kiparstva.
Številna dela Rossa, Primaticcia in dell'Abata se niso ohranila; deli gradu so bili preoblikovani ob različnih obdobjih. Slike skupine so bile reproducirane v grafikah, večinoma v jedkanicah, ki so bile očitno sprva izdelane v samem Fontainebleauju, kasneje pa v Parizu. Ti so slog širili po Franciji in širše ter opisali tudi več slik, ki se niso ohranile.
Manieristični slog Fontainebleaujske šole je vplival na francoske umetnike (s katerimi so sodelovali Italijani), kot so slikar Jean Cousin Starejši, kiparja Jean Goujon in Germain Pilon, in v manjši meri slikar in portretist François Clouet, sin Jean Clouet.

### Grafična delavnica
Čeprav ni nobenega zanesljivega dokaza, se večina učenjakov strinja, da je v sami palači Fontainebleau obstajala grafična delavnica, ki je reproducirala modele umetnikov za njihova dela v palači in druge kompozicije, ki so jih izdelali. Najbolj produktivni grafičarji so bili Léon Davent, Antonio Fantuzzi in Jean Mignon, sledil pa je 'skrivnostni' umetnik, ki je iz svojega monograma znan kot Master I♀V (♀ je alkimistični simbol za baker, iz katerega so bile izdelane tiskarske plošče) in zdi se, da je delavnica delovala najkasneje med približno 1542 in 1548; Franc I. je umrl marca 1547, potem pa se je financiranje palače končalo in šola se je razšla. To so bile prve jedkanice, narejene v Franciji in ne zaostajajo za prvo italijansko uporabo tehnike, ki izvira iz Nemčije. Najzgodnejši odtisi vseh iz Fontainebleauja so v rjavem črnilu in njihov namen je bil v bistvu reproduktivni.
Namen delavnice je bil širjenje novega sloga, ki se razvija v palači, širše, tako v Francijo kot med sodobnike Italijane iz Italije. Ali je pobudo za to dal kralj ali drug pokrovitelj ali sami umetniki, ni jasno. David Landau verjame, da je bil Primaticcio gonilna sila; napredoval je in postal direktor del v Fontainebleauju po samomoru Rossa Fiorentina leta 1540.
Zdi se, da je bilo podjetje le nekoliko prezgodaj, da bi ujelo trg. Jedkane odtise so pogosto zaznamovali znaki neizkušenosti delavnice in včasih nesposobnosti s tehniko jedkanja, po besedah Sue Welsh Reed pa: »S teh plošč preživi le malo odtisov in vprašljivo je, ali jih je bilo veliko odtisnjenih. Plošče so bile pogosto slabo narejene in slabo natisnjene; pogosto so bile opraskane ali premalo polirane in se niso čisto obrisale. Nekatere so bile morda narejene iz kovin, mehkih kot baker, na primer kositer.« Širši trg grafik je raje izbral visoko dodelane teksture Nicolasa Beatrizeta in kasneje vešče, a navsezadnje nenavdahnjene »graverje, kot sta René Boyvin in Pierre Milan«.

### Pomembni umetniki prve šole
- Niccolò dell'Abbate (ok. 1509–1571) (Italijan)
- Damiano del Barbiere, italijanski štukater in kipar
- Francesco Scibec da Carpi (umrl ok. 1557), italijanski proizvajalec pohištva, ki je delal na boiseries.
- Léon Davent, francoski jedkar
- Antonio Fantuzzi, italijanski slikar in jedkar
- Rosso Fiorentino (Giovanni Battista di Jacopo d' Rossi) (1494–1540) (Italijan)
- Juste de Juste (ok. 1505–1559) francosko-italijanski kipar in jedkar
- Luca Penni (ok. 1500 / 1504–1556) (Italijan)
- Francesco Primaticcio (ok. 1505–1570) (Italijan)
- Léonard Thiry, flamski slikar in jedkar

## Druga Fontainebleaujska šola (od 1594)
Med leti 1584 in 1594 je bila med verskimi vojnami palača Fontainebleau opuščena. Po vstopu na prestol je Henrik IV. Francoski obnovil stavbe Fontainebleauja z uporabo skupine umetnikov: Flamanca Ambroisea Duboisa (Antwerpen) in Parižanov Toussaint Dubreuil in Martina Frémineta. Včasih jih imenujejo druga Fontainebleaujska šola. Njihova pozno manieristična dela, od katerih so bila številna izgubljena, še naprej uporabljajo podolgovate in valovite oblike in prenatrpane kompozicije. Številni njihovi predmeti vključujejo mitološke prizore in prizore iz leposlovnih del Italijana  Torquata Tassa in starogrškega romanopisca Heliodorja Emeškega.
Njihov slog je še naprej vplival na umetnike v prvih desetletjih 17. stoletja, vendar so jih drugi umetniški tokovi (Peter Paul Rubens, Caravaggio, nizozemska in flamska naturalistična šola) kmalu zasenčili.

### Pomembni umtniki druge šole
- Ambroise Dubois (c. 1542–1614, Flemish born)
- Toussaint Dubreuil (c. 1561–1602)
- Martin Fréminet (1567–1619)